# Ernst Müller (Maler)

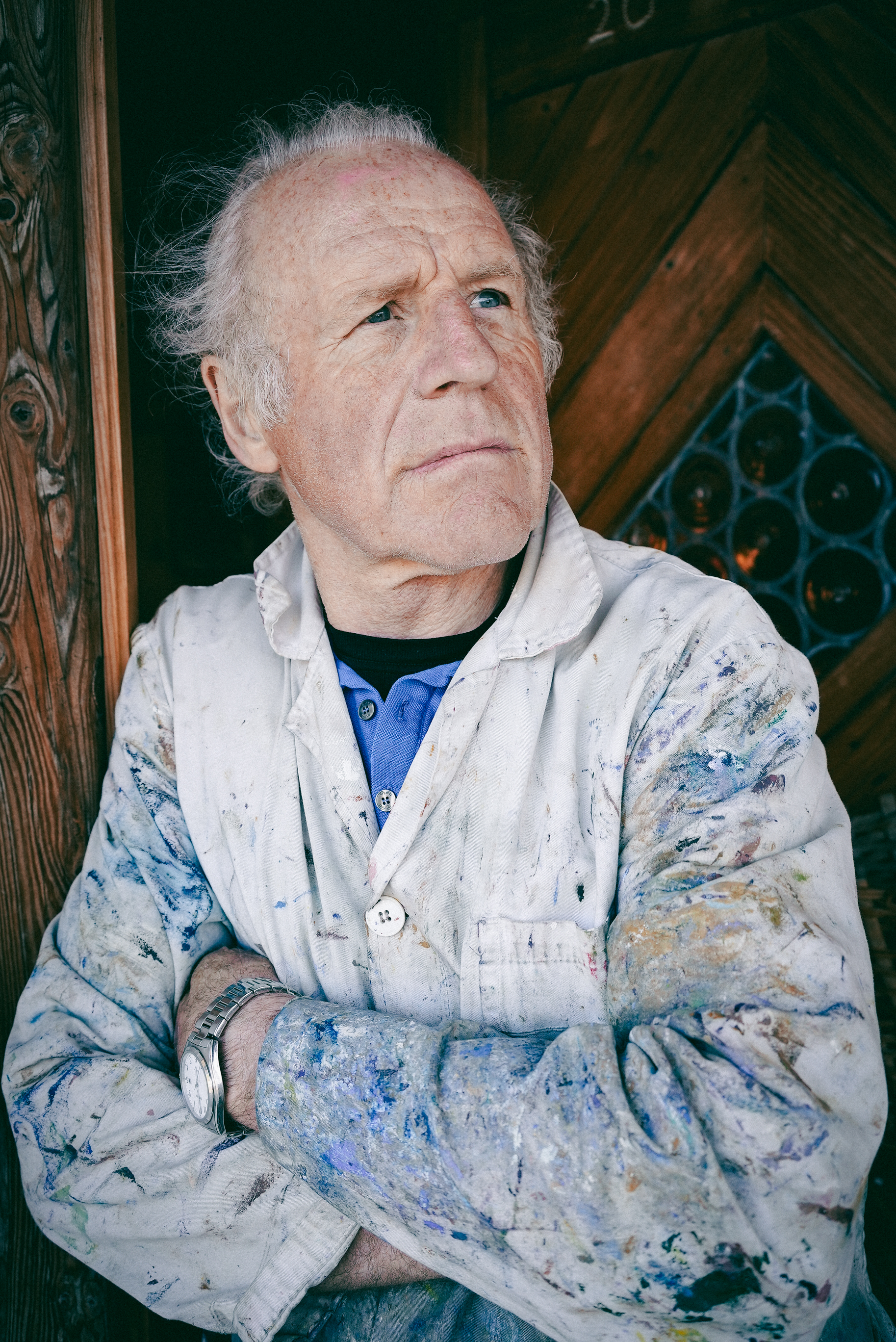
Porträt des Künstlers Ernst Müller, 2021

Ernst Müller (* 1951 in Schlanders, Südtirol) ist ein Südtiroler Maler. Sein Werk kann zwischen abstrakter und darstellender Kunst angesiedelt werden. Ein Großteil seiner Bilder sind Landschaftsbilder. In den 2000er Jahren schuf er auch einige Bühnenbilder und Wandmalereien.

## Leben
Ernst Müller verbrachte seine Kindheit auf verschiedenen Bauernhöfen in Südtirol, im Sommer wurde er mit seinen zehn Geschwistern zum Arbeiten auf andere Höfe geschickt. Als Autodidakt arbeitete er an einem eigenen Stil. In den letzten Jahren realisierte der Künstler mehrere großflächige Bühnenbilder und Wandmalereien. Auch entwickelte er verschiedene Kunst- und Malprojekte zusammen mit Schülern Südtiroler Volksschulen. Im Jahr 1990 erfolgte eine Eintragung Müllers in das Kunstbuch Arte italiana contemporanea („Zeitgenössische italienische Kunst“). 2004 wurde der Künstler ein zweites Mal im Kunstbuch Catalogo internazionale dell’arte contemporanea („Katalog zeitgenössischer internationaler Kunst“) vermerkt. Ab 1975 konnte er einige seiner Bilder im In- und Ausland ausstellen:
- 1975 im Kulturhaus Lana
- 1980 Seeböckhaus Bruneck

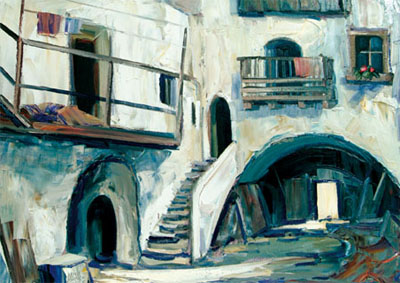
Eppaner Innenhof, Öl auf Leinwand

- 1983 Galerie Innsbrucker Werkstätte
- 1985 Vereinshaus Naturns
- 1989 Kollektivausstellung Galleria Michelangelo, Florenz
- 1991 Rathausgalerie Eppan und Eckernförde, Kiel
- 1992 Beteiligung an der SAND-ART-Freiluftausstellung
- 1993 Palmenhaus Schönbrunn in Wien
- 1994 Kommende Lengmoos
- 1995 Engelsburg in Neustift
- 2009 Seefeld und Kitzbühel
- 2016 International Mountain Summit Brixen

## Werk
Die während seiner Kindheit erfahrene Sehnsucht nach seinem Zuhause drückt sich sehr stark in seinen Bildern aus. Der Künstler wählt hauptsächlich ländliche Motive, architektonische Perspektiven oder Blumenmotive, die, auf Leinwand gemalt, eine bestimmte Struktur wiedergeben. Sein Drang zur ständigen Weiterentwicklung spiegelt sich in seinen neuesten Werken wider, in denen er zu neuen farbenfrohen Motiven greift.